# Opel Monterey
Opel Monterey var en offroader fra Opel bygget mellem marts 1992 og april 1999. Bilen var baseret på Isuzu Trooper og blev i Storbritannien solgt som Vauxhall.
Ligesom den mindre Opel Frontera fandtes Monterey i en tredørs RS-version og en femdørs lang version. Modellen fik et facelift i juli 1998, hvor fronten blev lidt rundere og motorprogrammet modificeret. Samtidig fik Monterey et nyt instrumentbræt og en modificeret kabine.
Frem til dette facelift omfattede motorprogrammet en 3,1-liters firecylindret forkammerdieselmotor med turbolader, intercooler og 84 kW (114 hk) samt en 3,2-liters V6-benzinmotor med 130 kW (177 hk), som i 1998 blev afløst af en 3,0-liters commonrail-dieselmotor med 117 kW (159 hk) og en 3,5-liters V6-benzinmotor med 158 kW (215 hk). Firehjulstræk og reduktionsgear hørte til standardudstyret. Dog kunne Monterey ikke fås med differentialespærre.
I april 1999 indstillede Opel produktionen af Monterey. Fra januar 2000 overtog Isuzu igen selv salget af Isuzu Trooper i Europa.

## Trivia
Opel Monterey optrådte også i 1990'erne i introen til ZDFs tv-serie Terra X, som var sponsoreret af Opel.